# Leonard Miller
Leonard Miller (Toronto, 26 novembre 2003) è un cestista canadese, professionista nella NBA con i Minnesota Timberwolves.

## Primi anni di vita
Leonard Miller (nato il 26 novembre 2003) è un cestista professionista canadese che gioca per i Minnesota Timberwolves nella NBA. In precedenza, ha giocato per l'NBA G League Ignite.

## Carriera Giovanile
Miller è nato a Scarborough, Ontario, e durante la sua infanzia ha praticato basket, pallavolo e golf. Ha giocato a basket per la Bill Crothers Secondary School a Markham, Ontario, durante il nono anno dal 2017 al 2018 e poi si è trasferito alla Thornlea Secondary School a Thornhill, Ontario, per il decimo anno, aiutando la squadra a vincere il titolo del National Junior Circuit nel marzo 2019.
Per cercare una competizione più impegnativa, Miller si è trasferito alla Wasatch Academy a Mount Pleasant, Utah, dove però ha avuto scarse opportunità di giocare. Successivamente, ha deciso di unirsi alla Victory Rock Prep a Bradenton, Florida, ma ha dovuto saltare diversi mesi di gioco a causa di un polso destro rotto nel novembre 2020 che ha necessitato di un intervento chirurgico.
Dopo il diploma, Miller ha scelto di giocare una stagione aggiuntiva alla Fort Erie International Academy in Ontario. Al momento di tale scelta, non aveva ricevuto proposte da nessun college. Tuttavia, la sua notevole performance lo ha reso la stella della squadra, attirando l'attenzione di oltre 25 programmi universitari. Sotto la sua guida, Fort Erie ha conquistato il titolo dell'Ontario Scholastic Basketball Association, e Miller è stato premiato come MVP del torneo. È stato inoltre selezionato per giocare per la squadra mondiale al Nike Hoop Summit. Il 23 aprile 2022, ha dichiarato di voler partecipare al draft NBA del 2022.
Miller venne considerato un recluta a cinque stelle da Rivals e un recluta a quattro stelle da 247Sports. Il 31 maggio 2022, ha annunciato che avrebbe seguito opzioni professionali invece di giocare a basket universitario.

## NBA G League
NBA G League Ignite (2022–2023)
Il 7 settembre 2022, Miller ha firmato un contratto con l'NBA G League Ignite. È stato selezionato per la partita inaugurale "Next Up Game" della G League per la stagione 2022-23.

## NBA

### Minnesota Timberwolves (2023–ad oggi)
Miller è stato scelto nel secondo turno del draft NBA 2023 dalla squadra dei Minnesota Timberwolves. Ha fatto il suo debutto nella summer league a Las Vegas il 7 luglio 2023. Il 9 luglio 2023, i Timberwolves hanno annunciato di aver firmato un contratto con Miller.

## Statistiche

### NBA

#### Regular Season
| Anno      | Squadra            | PG | PT | MP  | TC%  | 3P%  | TL%  | RP  | AP  | PRP | SP  | PP  |
| --------- | ------------------ | -- | -- | --- | ---- | ---- | ---- | --- | --- | --- | --- | --- |
| 2023-2024 | Minnesota T'wolves | 17 | 0  | 3,1 | 65,0 | 40,0 | 50,0 | 1,2 | 0,5 | 0,1 | 0,1 | 1,7 |
| 2024-2025 | Minnesota T'wolves | 13 | 0  | 2,5 | 40,0 | 0,0  | 100  | 0,8 | 0,0 | 0,2 | 0,1 | 1,5 |
| Carriera  | Carriera           | 30 | 0  | 2,8 | 54,3 | 20,0 | 90,0 | 1,0 | 0,3 | 0,1 | 0,1 | 1,6 |

#### Playoffs
| Anno     | Squadra            | PG | PT | MP  | TC%  | 3P%  | TL% | RP  | AP  | PRP | SP  | PP  |
| -------- | ------------------ | -- | -- | --- | ---- | ---- | --- | --- | --- | --- | --- | --- |
| 2024     | Minnesota T'wolves | 3  | 0  | 2,3 | 0,0  | 0,0  | -   | 1,3 | 0,0 | 0,0 | 0,0 | 0,0 |
| 2025     | Minnesota T'wolves | 3  | 0  | 4,3 | 75,0 | 100  | -   | 1,7 | 0,0 | 0,0 | 0,0 | 4,3 |
| Carriera | Carriera           | 6  | 0  | 3,3 | 66,7 | 50,0 | -   | 1,5 | 0,0 | 0,0 | 0,0 | 2,2 |

### G-League
| Anno      | Squadra         | PG | PT | MP   | TC%  | 3P%  | TL%  | RP   | AP  | PRP | SP  | PP   |
| --------- | --------------- | -- | -- | ---- | ---- | ---- | ---- | ---- | --- | --- | --- | ---- |
| 2022-2023 | G League Ignite | 38 | 30 | 29,7 | 53,6 | 30,4 | 79,2 | 10,1 | 1,7 | 1,0 | 0,8 | 16,9 |
| 2023-2024 | Iowa Wolves     | 31 | 31 | 29,9 | 49,6 | 36,5 | 78,2 | 8,4  | 3,0 | 1,0 | 0,7 | 19,5 |
| 2024-2025 | Iowa Wolves     | 26 | 26 | 37,5 | 50,5 | 34,1 | 85,1 | 11,5 | 3,5 | 1,0 | 1,2 | 24,7 |
| Carriera  | Carriera        | 95 | 87 | 31,9 | 51,2 | 34,3 | 81,1 | 9,9  | 2,6 | 1,0 | 0,9 | 19,9 |